# Israel Pickens
Israel Pickens, né le 30 janvier 1780 à Concord (Caroline du Nord) et mort le 24 avril 1827 à Matanzas (Cuba), est un homme politique républicain-démocrate américain. Il est gouverneur de l'Alabama entre 1821 et 1825 puis sénateur du même État.